# Fotballklubben Haugesund 2013
Questa voce raccoglie le informazioni riguardanti il Fotballklubben Haugesund nelle competizioni ufficiali della stagione 2013.

## Stagione
Lo Haugesund chiuse la stagione al 3º posto in classifica, centrando così la qualificazione per l'Europa League 2014-2015. Il club raggiunse anche la semifinale della Coppa di Norvegia 2013, prima d'essere eliminato dal Rosenborg. I calciatori più utilizzati in stagione furono Per Morten Kristiansen, Michael Haukås e David Myrestam, tutti a quota 34 presenze. Christian Gytkjær fu il miglior marcatore con 15 reti (11 in campionato e 4 in coppa).

## Maglie e sponsor
Lo sponsor tecnico per la stagione 2013 fu Umbro, mentre lo sponsor ufficiale fu Sparebanken Vest. La divisa casalinga era completamente bianca, con inserti blu. Quella da trasferta era invece blu, con inserti bianchi.
| Casa | [[Immagine:Kit_right_arm].png\|Manica destra]] Trasferta |

## Rosa
| N. |                         | Ruolo | Calciatore             |
| -- | ----------------------- | ----- | ---------------------- |
| 1  | Norvegia (bandiera)     | P     | Per Morten Kristiansen |
| 2  | Norvegia (bandiera)     | D     | Joakim Våge Nilsen     |
| 3  | Svezia (bandiera)       | D     | David Myrestam         |
| 4  | Danimarca (bandiera)    | D     | Henrik Kildentoft      |
| 5  | Norvegia (bandiera)     | C     | Trygve Nygaard         |
| 7  | Danimarca (bandiera)    | A     | Christian Gytkjær      |
| 8  | Norvegia (bandiera)     | C     | Michael Haukås         |
| 9  | Norvegia (bandiera)     | A     | Alexander Søderlund    |
| 10 | Sierra Leone (bandiera) | D     | Umaru Bangura          |
| 11 | Norvegia (bandiera)     | C     | Tor Arne Andreassen    |
| 12 | Norvegia (bandiera)     | P     | Olav Dalen             |
| 13 | Norvegia (bandiera)     | C     | Eirik Mæland           |
| 14 | Islanda (bandiera)      | C     | Andrés Már Jóhannesson |
| 15 | Norvegia (bandiera)     | D     | Martin Bjørnbak        |
| 16 | Nigeria (bandiera)      | C     | Ugonna Anyora          |

| N. |                     | Ruolo | Calciatore               |
| -- | ------------------- | ----- | ------------------------ |
| 17 | Norvegia (bandiera) | C     | Geir Ludvig Fevang       |
| 18 | Norvegia (bandiera) | D     | Vegard Skjerve           |
| 19 | Norvegia (bandiera) | D     | Kristoffer Haraldseid    |
| 20 | Svezia (bandiera)   | C     | Maic Sema                |
| 21 | Svezia (bandiera)   | A     | Pontus Engblom           |
| 22 | Norvegia (bandiera) | D     | Sverre Bjørkkjær         |
| 23 | Brasile (bandiera)  | C     | Daniel Bamberg           |
| 24 | Norvegia (bandiera) | P     | Per Kristian Bråtveit    |
| 25 | Norvegia (bandiera) | A     | Henrik Kjelsrud Johansen |
| 26 | Norvegia (bandiera) | C     | Tom Undheim              |
| 27 | Norvegia (bandiera) | A     | Tor André Aasheim        |
| 28 | Norvegia (bandiera) | D     | Henning Nesse            |
| 29 | Norvegia (bandiera) | D     | Thorvald Dahle           |
| 30 | Norvegia (bandiera) | C     | Fredrik Deilkås          |
| 50 | Serbia (bandiera)   | D     | Dušan Cvetinović         |

## Calciomercato

### Sessione invernale(dal 01/01 al 31/03)
| Acquisti | Acquisti          | Acquisti     | Acquisti      |
| R.       | Nome              | da           | Modalità      |
| -------- | ----------------- | ------------ | ------------- |
| P        | Olav Dalen        | Nybergsund   | definitivo    |
| D        | Henrik Kildentoft | Nordsjælland | definitivo    |
| D        | Chris Poźniak     | Bryne        | fine prestito |
| C        | Daniel Bamberg    | Örebro       | definitivo    |
| A        | Nikola Đurđić     | Helsingborg  | fine prestito |
| A        | Christian Gytkjær | Nordsjælland | definitivo    |

| Cessioni | Cessioni               | Cessioni       | Cessioni   |
| R.       | Nome                   | a              | Modalità   |
| -------- | ---------------------- | -------------- | ---------- |
| P        | Lars Øvernes           |                | svincolato |
| D        | Chris Poźniak          |                | ritiro     |
| C        | Andrés Már Jóhannesson | Fylkir         | prestito   |
| C        | Amer Osmanagić         |                | svincolato |
| C        | Håvard Storbæk         | Odd            | definitivo |
| A        | Nikola Đurđić          | Greuther Fürth | definitivo |
| A        | Oddbjørn Skartun       | Bryne          | prestito   |

### Sessione estiva(dal 15/07 al 10/08)
| Acquisti | Acquisti               | Acquisti | Acquisti      |
| R.       | Nome                   | da       | Modalità      |
| -------- | ---------------------- | -------- | ------------- |
| D        | Dušan Cvetinović       |          | svincolato    |
| C        | Andrés Már Jóhannesson | Fylkir   | fine prestito |

| Cessioni | Cessioni            | Cessioni      | Cessioni   |
| R.       | Nome                | a             | Modalità   |
| -------- | ------------------- | ------------- | ---------- |
| C        | Maic Sema           | MVV           | prestito   |
| A        | Pontus Engblom      | GIF Sundsvall | prestito   |
| A        | Alexander Søderlund | Rosenborg     | definitivo |

## Risultati

### Eliteserien

#### Girone di andata
| Arbitro: | Berntsen (Vang) |

|                                      |           |  |
| Skjerve 9’ (aut.) Barrantes 36’, 41’ | Marcatori |  |

| Arbitro: | Helgerud (Lier) |

|                                 |           |                 |
| Gytkjær 34’, 51’ Andreassen 46’ | Marcatori | 45’, 77’ Castro |

| Arbitro: | Johnsen (Tønsberg) |

|           |           |                 |
| Frejd 52’ | Marcatori | 17’ (rig.) Sema |

| Arbitro: | Kjensli (Oslo) |

|  |           |             |
|  | Marcatori | 84’ Gytkjær |

| Arbitro: | Sælen (Bergen) |

|                                                 |           |              |
| Bamberg 15’ (rig.) Søderlund 35’ Andreassen 89’ | Marcatori | 51’ Diskerud |

| Arbitro: | Døvle (Larvik) |

|                           |           |                |
| Johansen 20’ Ondrášek 62’ | Marcatori | 80’ Kildentoft |

| Arbitro: | Hafsås (Trondheim) |

|  |           |           |
|  | Marcatori | 85’ Olsen |

| Stavanger 9 maggio 2013, ore 15:30 8ª giornata | Viking         | 0 – 0 referto | Haugesund | Viking Stadion (12.024 spett.)\| Arbitro: \| Døvle (Larvik) \| |
| Arbitro:                                       | Døvle (Larvik) |               |           |                                                                |

| Arbitro: | Helgerud (Lier) |

|               |           |  |
| Søderlund 82’ | Marcatori |  |

| Arbitro: | Hafsås (Trondheim) |

|             |           |                                                      |
| Vatshaug 5’ | Marcatori | 1’, 42’, 84’ (rig.) Gytkjær 47’ Søderlund 59’ Haukås |

| Arbitro: | Rafiq (Oslo) |

|  |           |                 |
|  | Marcatori | 69’ (rig.) Mane |

| Arbitro: | Helgerud (Lier) |

|                                       |           |  |
| Riise 3’ Gulbrandsen 63’ Knudtzon 88’ | Marcatori |  |

| Arbitro: | Sandmoen (Kjelsås) |

|                 |           |           |
| Bamberg 3’, 59’ | Marcatori | 90’ Askar |

| Arbitro: | Hafsås (Trondheim) |

|                                                |           |  |
| Storbæk 46’ Shala 60’ Johnsen 88’ Agwuocha 90’ | Marcatori |  |

| Arbitro: | Staberg (Harstad) |

|                              |           |              |
| Hamoud 24’ (aut.) Haukås 67’ | Marcatori | 83’ Ovenstad |

#### Girone di ritorno
| Arbitro: | Edvartsen (Hamar) |

|             |           |                        |
| Bamberg 34’ | Marcatori | 25’ Larsen 60’ Carlsen |

| Arbitro: | Nilsen (Oslo) |

|                 |           |                |
| Mane 90’ (rig.) | Marcatori | 74’ Haraldseid |

| Arbitro: | Johnsen (Tønsberg) |

|                                        |           |               |
| Bamberg 7’ Cvetinović 29’ Myrestam 76’ | Marcatori | 2’ Torsteinbø |

| Arbitro: | Hansen (Feda) |

|             |           |  |
| Gytkjær 12’ | Marcatori |  |

| Arbitro: | Hagen (Grue) |

|            |           |                                 |
| Castro 76’ | Marcatori | 40’ (aut.) Mathisen 42’ Gytkjær |

| Arbitro: | Nilsen (Oslo) |

|                |           |  |
| Cvetinović 40’ | Marcatori |  |

| Arbitro: | Hafsås (Trondheim) |

|                       |           |                |
| Breive 66’ Samuel 90’ | Marcatori | 61’ Andreassen |

| Arbitro: | Døvle (Larvik) |

|                     |           |              |
| Bertelsen 9’ (aut.) | Marcatori | 50’ Skogseid |

| Arbitro: | Nilsen (Oslo) |

|              |           |             |
| Chibuike 21’ | Marcatori | 84’ Gytkjær |

| Arbitro: | Hansen (Feda) |

|            |           |           |
| Nilsen 11’ | Marcatori | 59’ Chima |

| Arbitro: | Johnsen (Tønsberg) |

|  |           |             |
|  | Marcatori | 76’ Gytkjær |

| Arbitro: | Helgerud (Lier) |

|                                  |           |                            |
| Haukås 8’ Gytkjær 17’ Nilsen 53’ | Marcatori | 23’ Mjelde 46’ Vaagan Moen |

| Arbitro: | Skjerven (Kaupanger) |

|            |           |                                |
| Børven 51’ | Marcatori | 61’ Cvetinović 64’ (aut.) Muri |

| Arbitro: | Hafsås (Trondheim) |

|                                                |           |           |
| Jonassen 34’ (aut.) Bamberg 37’ Haraldseid 90’ | Marcatori | 30’ Shala |

| Arbitro: | Edvartsen (Hamar) |

|                                           |           |  |
| Kamara 53’, 90’ Johansen 65’ Storflor 69’ | Marcatori |  |

### Coppa di Norvegia
| Stavanger 17 aprile 2013, ore 18:00 Primo turno                                                          | Brodd     | 2 – 5 referto                                     | Haugesund | Midjord Idrettspark |
| \| \| \| \| \| Olsen 35’ Fiskum 50’ \| Marcatori \| 21’ Aasheim 45’, 54’ Johansen 85’ Anyora 90’ Sema \| |           |                                                   |           |                     |
| |           |                                                   |           |                     |
| Olsen 35’ Fiskum 50’                                                                                     | Marcatori | 21’ Aasheim 45’, 54’ Johansen 85’ Anyora 90’ Sema |           |                     |

| Arbitro: | Hagenes |

|                              |           |                                                   |
| Nilsen 18’ Kleppe 74’ (rig.) | Marcatori | 36’ Haraldseid 42’ Haukås 78’ Anyora 90’ Johansen |

| Arbitro: | Døvle (Larvik) |

|                            |           |                                              |
| Kapidzic 52’ Miljeteig 90’ | Marcatori | 7’ (rig.), 31’, 60’ Gytkjær 59’, 70’ Engblom |

| Arbitro: | Skjerven (Kaupanger) |

|                                      |           |                                            |
| Andreassen 11’, 62’ Engblom 55’, 57’ | Marcatori | 37’ Thomassen 51’ Nikolaisen 66’ Sega Ngom |

| Arbitro: | Johnsen (Tønsberg) |

|                                         |                      |                                       |
| Johansen 90’                            | Marcatori            | 8’ Ndiaye                             |
| Sema Bangura Mæland Engblom Kristiansen | Tiri di rigore 5 – 3 | Johansen V. Braaten T. Braaten Ndiaye |

| Arbitro: | Sandmoen (Kjelsås) |

|                           |           |             |
| Mikkelsen 35’ Nielsen 58’ | Marcatori | 48’ Gytkjær |

## Statistiche

### Statistiche di squadra
| Competizione      | Punti | In casa | In casa | In casa | In casa | In casa | In casa | In trasferta | In trasferta | In trasferta | In trasferta | In trasferta | In trasferta | Totale | Totale | Totale | Totale | Totale | Totale | DR  |
| Competizione      | Punti | G       | V       | N       | P       | Gf      | Gs      | G            | V            | N            | P            | Gf           | Gs           | G      | V      | N      | P      | Gf     | Gs     | DR  |
| ----------------- | ----- | ------- | ------- | ------- | ------- | ------- | ------- | ------------ | ------------ | ------------ | ------------ | ------------ | ------------ | ------ | ------ | ------ | ------ | ------ | ------ | --- |
| Eliteserien       | 51    | 15      | 10      | 2       | 3       | 25      | 15      | 15           | 5            | 4            | 6            | 16           | 24           | 30     | 15     | 6      | 9      | 41     | 39     | +2  |
| Coppa di Norvegia | -     | 2       | 1       | 1       | 0       | 5       | 4       | 4            | 3            | 0            | 1            | 15           | 8            | 6      | 4      | 1      | 1      | 20     | 12     | +8  |
| Totale            | -     | 17      | 11      | 3       | 3       | 30      | 19      | 19           | 8            | 4            | 7            | 31           | 32           | 36     | 19     | 7      | 10     | 61     | 51     | +10 |

### Statistiche dei giocatori
| Giocatore      | Eliteserien | Eliteserien | Eliteserien | Eliteserien | Coppa di Norvegia | Coppa di Norvegia | Coppa di Norvegia | Coppa di Norvegia | Totale   | Totale | Totale      | Totale     |
| Giocatore      | Presenze    | Reti        | Ammonizioni | Espulsioni  | Presenze          | Reti              | Ammonizioni       | Espulsioni        | Presenze | Reti   | Ammonizioni | Espulsioni |
| -------------- | ----------- | ----------- | ----------- | ----------- | ----------------- | ----------------- | ----------------- | ----------------- | -------- | ------ | ----------- | ---------- |
| T. Aasheim     | 0           | 0           | 0           | 0           | 1                 | 1                 | 0                 | 0                 | 1        | 1      | 0           | 0          |
| T. Andreassen  | 26          | 3           | 5           | 0           | 5                 | 2                 | 1                 | 0                 | 31       | 5      | 6           | 0          |
| U. Anyora      | 20          | 0           | 3           | 1           | 5                 | 2                 | 0                 | 0                 | 25       | 2      | 3           | 1          |
| D. Bamberg     | 28          | 6           | 2           | 0           | 4                 | 0                 | 0                 | 0                 | 32       | 6      | 2           | 0          |
| U. Bangura     | 28          | 0           | 3           | 0           | 4                 | 0                 | 0                 | 0                 | 32       | 0      | 3           | 0          |
| S. Bjørkkjær   | 0           | 0           | 0           | 0           | 0                 | 0                 | 0                 | 0                 | 0        | 0      | 0           | 0          |
| M. Bjørnbak    | 9           | 0           | 0           | 0           | 4                 | 0                 | 0                 | 0                 | 13       | 0      | 0           | 0          |
| P. Bråtveit    | 0           | 0           | 0           | 0           | 0                 | 0                 | 0                 | 0                 | 0        | 0      | 0           | 0          |
| D. Cvetinović  | 14          | 3           | 2           | 1           | 1                 | 0                 | 1                 | 0                 | 15       | 3      | 3           | 1          |
| T. Dahle       | 0           | 0           | 0           | 0           | 0                 | 0                 | 0                 | 0                 | 0        | 0      | 0           | 0          |
| O. Dalen       | 0           | 0           | 0           | 0           | 2                 | 0                 | 1                 | 0                 | 2        | 0      | 1           | 0          |
| F. Deilkås     | 0           | 0           | 0           | 0           | 1                 | 0                 | 0                 | 0                 | 1        | 0      | 0           | 0          |
| G. Fevang      | 8           | 0           | 0           | 0           | 1                 | 0                 | 0                 | 0                 | 9        | 0      | 0           | 0          |
| C. Gytkjær     | 25          | 11          | 3           | 0           | 3                 | 4                 | 1                 | 0                 | 28       | 15     | 4           | 0          |
| K. Haraldseid  | 26          | 2           | 1           | 0           | 6                 | 1                 | 0                 | 0                 | 32       | 3      | 1           | 0          |
| M. Haukås      | 29          | 3           | 1           | 1           | 5                 | 1                 | 0                 | 0                 | 34       | 4      | 1           | 1          |
| A. Jóhannesson | 0           | 0           | 0           | 0           | 0                 | 0                 | 0                 | 0                 | 0        | 0      | 0           | 0          |
| H. Johansen    | 14          | 0           | 0           | 0           | 5                 | 4                 | 0                 | 0                 | 19       | 4      | 0           | 0          |
| H. Kildentoft  | 17          | 1           | 3           | 0           | 3                 | 0                 | 0                 | 0                 | 20       | 1      | 3           | 0          |
| P. Kristiansen | 30          | 0           | 0           | 0           | 4                 | 0                 | 0                 | 0                 | 34       | 0      | 0           | 0          |
| E. Mæland      | 21          | 0           | 5           | 0           | 5                 | 0                 | 0                 | 0                 | 26       | 0      | 5           | 0          |
| D. Myrestam    | 29          | 1           | 1           | 0           | 5                 | 0                 | 0                 | 0                 | 34       | 1      | 1           | 0          |
| H. Nesse       | 0           | 0           | 0           | 0           | 1                 | 0                 | 0                 | 0                 | 1        | 0      | 0           | 0          |
| J. Nilsen      | 13          | 2           | 2           | 0           | 1                 | 0                 | 0                 | 0                 | 14       | 2      | 2           | 0          |
| T. Nygaard     | 18          | 0           | 0           | 0           | 3                 | 0                 | 0                 | 0                 | 21       | 0      | 0           | 0          |
| M. Sema        | 2           | 1           | 0           | 0           | 3                 | 1                 | 2                 | 0                 | 5        | 2      | 2           | 0          |
| V. Skjerve     | 25          | 0           | 3           | 0           | 4                 | 0                 | 0                 | 0                 | 29       | 0      | 3           | 0          |
| T. Undheim     | 0           | 0           | 0           | 0           | 1                 | 0                 | 0                 | 0                 | 1        | 0      | 0           | 0          |